# Flobots
Flobots — американская рок-группа, играющая в жанре альтернативный рок и хип-хоп, из Денвера, Колорадо. Группа возникла в 2000 году и получила известность после выхода альбома Fight with Tools (2007). В альбоме содержался сингл «Handlebars», ставший популярным хитом на радио Modern Rock в апреле 2008 года. В 2010 году вышел новый альбом группы под названием Survival Story.

## Дискография
| Альбомы                                        | EPs                                                          | Синглы                                 |
| ---------------------------------------------- | ------------------------------------------------------------ | -------------------------------------- |
| Onomatopoeia (2001)                            | Flobots Present…Platypus (2)                                 | «Handlebars» Альбом «Fight with tools» |
| Fight with Tools (2007; пере-релизован в 2008) |                                                              | «Rise» Альбом «Fight with tools»       |
| Survival Story (2010)                          |                                                              |                                        |
| The Circle in the Square (2012)                | «The Circle In The Square» Альбом «The Circle In The Square» |                                        |
| Noenemies (2017)                               | «Carousel» Альбом «Noenemies» «Pray (Extended Version)»      |                                        |
|                                                |                                                              |                                        |

## Состав
Текущий состав
- Джейми «Jonny 5» Лори — вокал
- Stephen «Brer Rabbit» Brackett — вокал
- Джесси Уокер — бас-гитара
- Кенни «KennyO» Ортис — ударные
- Маккензи Голт — альт, вокал

Бывшие участники
- Энди «Rok» Герреро — гитара, вокал

Приглашенные участники
- Джо Феррон — трубач